# Ulán núr
Ulán núr (mongolsky Улаан нуур) je jezero v jižním Mongolsku na území Jihogobijského ajmagu. Nachází se v nadmořské výšce 1008 m. Rozloha je proměnlivá. Usazeniny způsobují zabarvení vody do červena, proto bylo jezero pojmenováno Ulán, což znamená červené.

## Pobřeží
Břehy jsou většinou rovinaté a na severním a severozápadním okraji jezera se nacházejí hřebeny písečných pláží.

## Vodní režim
Do jezera se vlévá řeka Ongi, odvodňující pohoří Changaj, ale přítok není stálý, proto je hloubka a plocha jezera nestabilní. Hladina je silně závislá na srážkách, pokud jsou vydatné, jezero může zabírat plochu více než 100 km², při nízkých je vyschlé.